# Metzler-Matrix
Eine Metzler-Matrix ist eine Matrix, deren Elemente außerhalb der Hauptdiagonalen allesamt nichtnegative Werte besitzen.
{\displaystyle \qquad \forall _{i\neq j}\,x_{ij}\geq 0.}
Namensgeber dieser Matrizen ist der amerikanische Ökonom Lloyd Metzler. Andere Bezeichnungen sind quasipositive Matrix oder wesentlich-nichtnegative Matrix.
Metzler-Matrizen treten unter anderem in der Stabilitätsanalyse retardierter Differentialgleichungen und in positiv linearen dynamischen Systemen auf.

## Definition und Terminologie
Eine Metzler-Matrix {\displaystyle A} erfüllt die Bedingung
{\displaystyle A=(a_{ij});\quad a_{ij}\geq 0,\quad i\neq j.}

## Eigenschaften
Das Matrixexponential einer Metzler-Matrix ist eine nichtnegative Matrix. 
Das kann man so veranschaulichen, dass die erzeugenden Matrizen eines zeit-kontinuierlichen Markov-Prozesses immer Metzler-Matrizen und Wahrscheinlichkeitsverteilungen immer positiv sind.
Eine Metzler-Matrix hat mindestens einen Eigenvektor im Orthanten {\displaystyle \Omega =\left\{(x_{1},x_{2},\ldots ,x_{d})\in \mathbb {R} ^{d}\mid \forall i=1,\ldots ,d\colon \quad 0\leq x_{i}\right\}.}

## Relevante Sätze
- Satz von Perron-Frobenius